# 比耶夫尔河畔富热尔
比耶夫尔河畔富热尔（法語：Fougères-sur-Bièvre，法語發音：[fuʒɛʁ syʁ bjɛvʁ]）是法国卢瓦-谢尔省的一个旧市镇，属于布卢瓦区。2019年，比耶夫尔河畔富热尔与临近的4个市镇合并为新市镇索洛涅地区勒孔特鲁瓦。

## 地理
比耶夫尔河畔富热尔（47°26'52"N, 1°20'34"E）面积14.69 平方千米，位于法国中央-卢瓦尔河谷大区卢瓦-谢尔省，该省份为法国中北部省份，北起厄尔-卢瓦省，东北接卢瓦雷省，东南接谢尔省，南至安德尔省，西南接安德尔-卢瓦尔省，西北接萨尔特省。
与比耶夫尔河畔富热尔接壤的市镇（或旧市镇、城区）包括：希特奈、凡村、乌尚、桑班、特奈。
比耶夫尔河畔富热尔的时区为UTC+01:00、UTC+02:00（夏令时）。

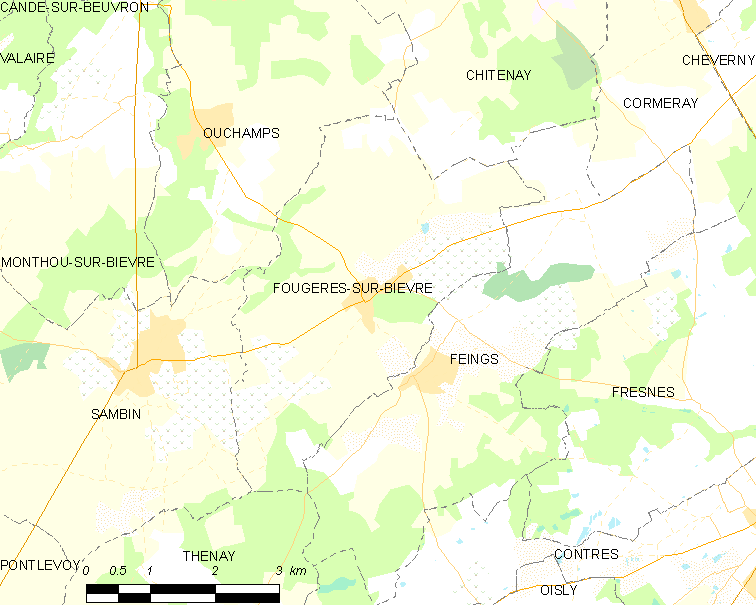
比耶夫尔河畔富热尔的OSM定位图

## 行政
比耶夫尔河畔富热尔的邮政编码为41120，INSEE市镇编码为41092。

## 政治
比耶夫尔河畔富热尔所属的省级选区为布卢瓦第三县。

## 人口

1962-2008年间比耶夫尔河畔富热尔人口变化图示

比耶夫尔河畔富热尔于2018年1月1日时的人口数量为788人。